# Saint Ouen (Jersey)

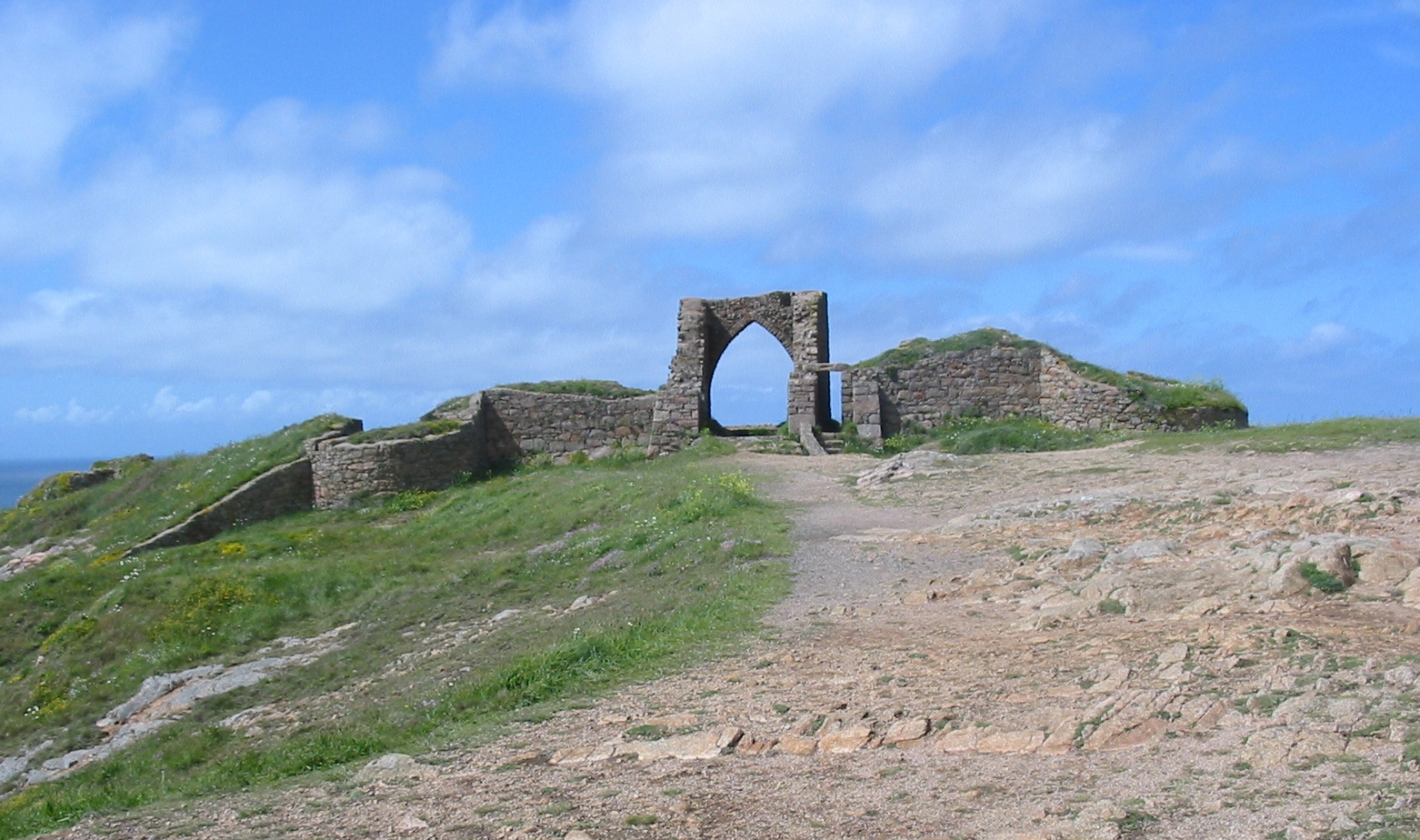
Le rovine del castello di Grosnez

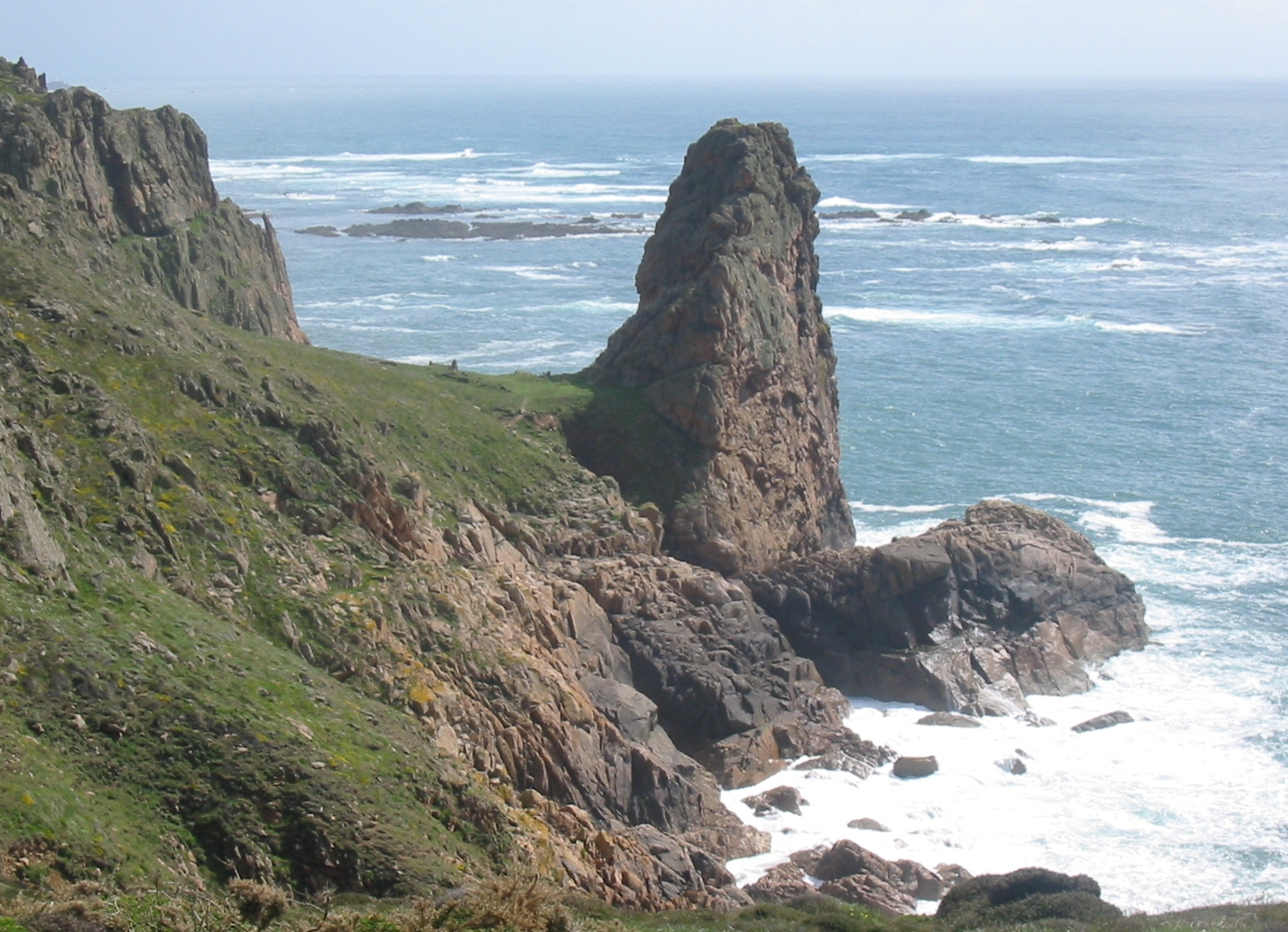
Il sito preistorico di Le Pinacle

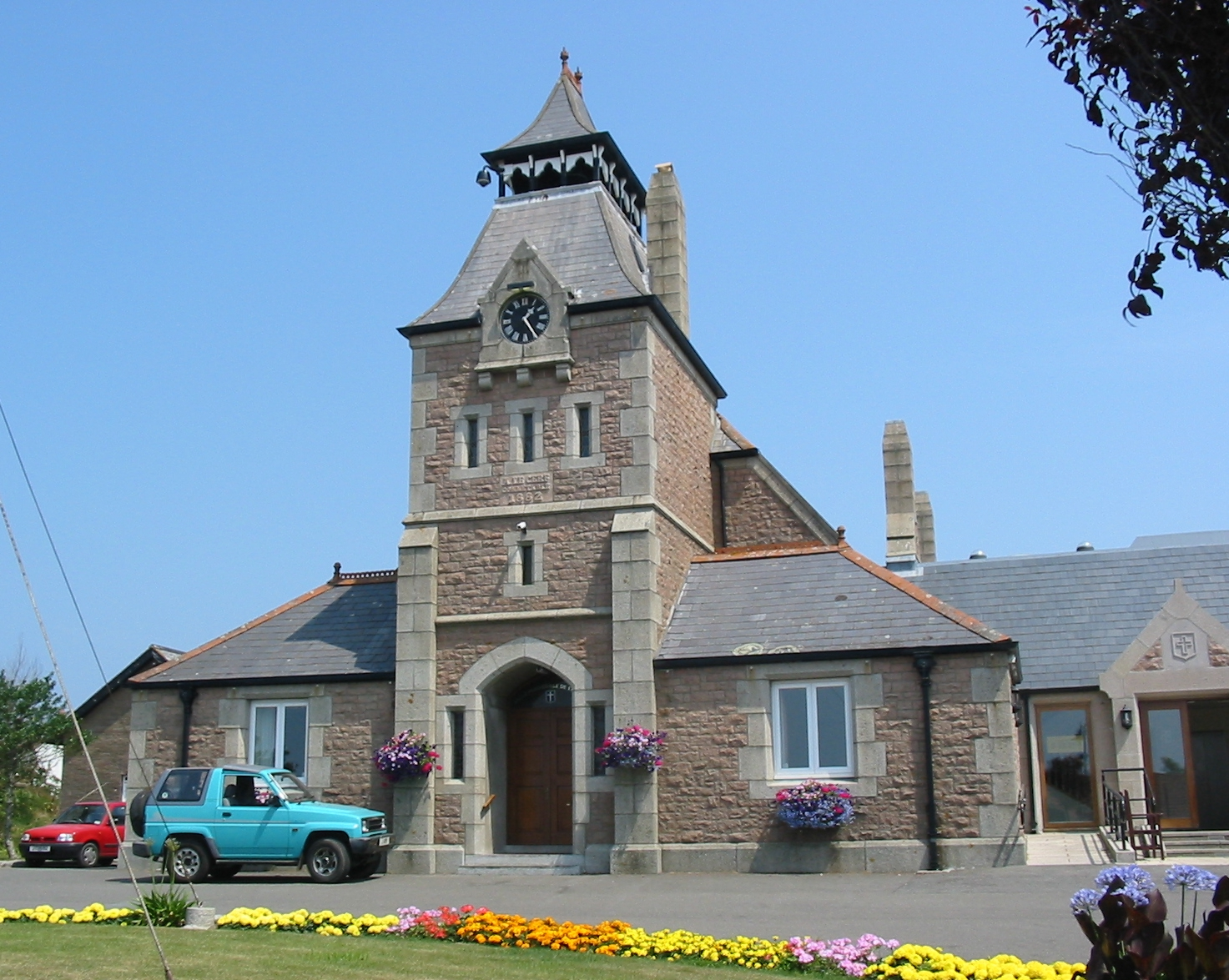
Il municipio

Saint Ouen (Nel dialetto Jèrriais: Saint Ouën) è una delle 12 divisioni amministrative del Jersey nelle Isole del Canale. Si trova nel nord-ovest dell'isola ed è la più grande come superficie con 8,341 vergèe pari a 15 km².
Viene considerata la zona più tradizionale essendo la più distante da Saint Helier e con la maggior parte del territorio che forma una penisola. La sua fortezza, sede della famiglia Carteret per oltre otto secoli, è il più antico feudo dell'isola e l'influenza di questa famiglia è stato un fattore importante nell'approccio "indipendentista" dell'area ai propri affari. Come accennato anche Saint Ouen fu un feudo, in particolare una signoria retta da un signore (li chiamato con il titolo di Seigneur) ereditario. Dal 1125 d.C. il Signore di Saint Ouen è sempre stato un membro della famiglia Carteret. L'attuale Signore è Philippe Mallet de Carteret il quale però conserva solo il titolo di Signore a cui non è più connesso alcun potere o privilegio contrariamente a quanto avviene ancora oggi a Sark.

## Cultura
Un numero riguardevole di importanti scrittori del Jersey sono originari di St. Ouen. George F. Le Feuvre (1891 - 1984), che scrisse sotto lo pseudonimo di "George d'la Forge", fu uno dei più prolifici autori della letteratura del Jersey del Ventesimo secolo. Frank Le Maistre (1910-2002), autore del Dictionnaire Jersiais-Français (1966), fece molto per trasformare il dialetto "Ouenese" di Jèrriais in una vera e propria lingua. Edward Le Brocq (1877-1964), infine, scrisse un settimanale dal 1946 al 1964 raccontando le vite e le opinioni di due eccentrici concittadini: Ph'lip e Merrienne.
Il soprannome tradizionale per gli abitanti di St. Ouen è Gris Ventres (pance grigie), un riferimento all'usanza degli uomini del posto di indossare maglioni di lana non tinti per distinguersi dagli uomini delle altre zone che di solito vestono di blu.
Si possono trovare un buon numero di siti preistorici incluse le tombe megalitiche di Monts Grantez, situate a Le Chemin des Monts; le tombe di des Geonnais; e il sito preistorico di Le Pinacle (le fondamenta di un tempio), che contiene inoltre uno dei rari siti chiaramente riconducibili al periodo gallo-romano visibili nel Jersey.
L'isola di Sark fu colonizzata da persone provenienti da St. Ouen. Hellier de Carteret, primo Signore di Sark, era infatti signore di St. Ouen e ricevette dalla regina Elisabetta I d'Inghilterra il permesso di colonizzare l'isola con 40 famiglie della zona a condizione che la tenesse libera dai pirati che fino a quel momento l'avevano usata come base. Ancora oggi, infatti, l'isola di Sark è divisa in 40 proprietà ognuna delle quali dà diritto al suo proprietario un seggio nel Chief Pleas (il parlamento dell'isola) e ogni famiglia conserva un originale moschetto dell'epoca, indispensabile nel caso in cui i pirati avessero tentato una riconquista dell'isola. L'origine del dialetto di Sark da quello di St. Ouen è visibile dalla seconda e terza persona plurale di alcuni tempi verbali.

## Amministrazione

### Gemellaggi
Saint Ouen è gemellato con:
- Coutances

## Cueillettes
Diversamente dalle altre aree amministrative del Jersey, le sub-divisione di St Ouen non sono chiamate "vingtaine", ma cueillettes.
Le "cueillettes" sono:
- La Petite Cueillette
- La Grande Cueillette
- La Cueillette de Grantez
- La Cueillette de Millais
- La Cueillette de Vinchelez
- La Cueillette de Léoville

St Ouen costituisce un distretto elettorale e può eleggere un proprio deputato.

## Società

### Evoluzione demografica
| 3612                            | 3685 | 3803 |
| Statistiche cominciate nel 1991 |      |      |

## Galleria d'immagini

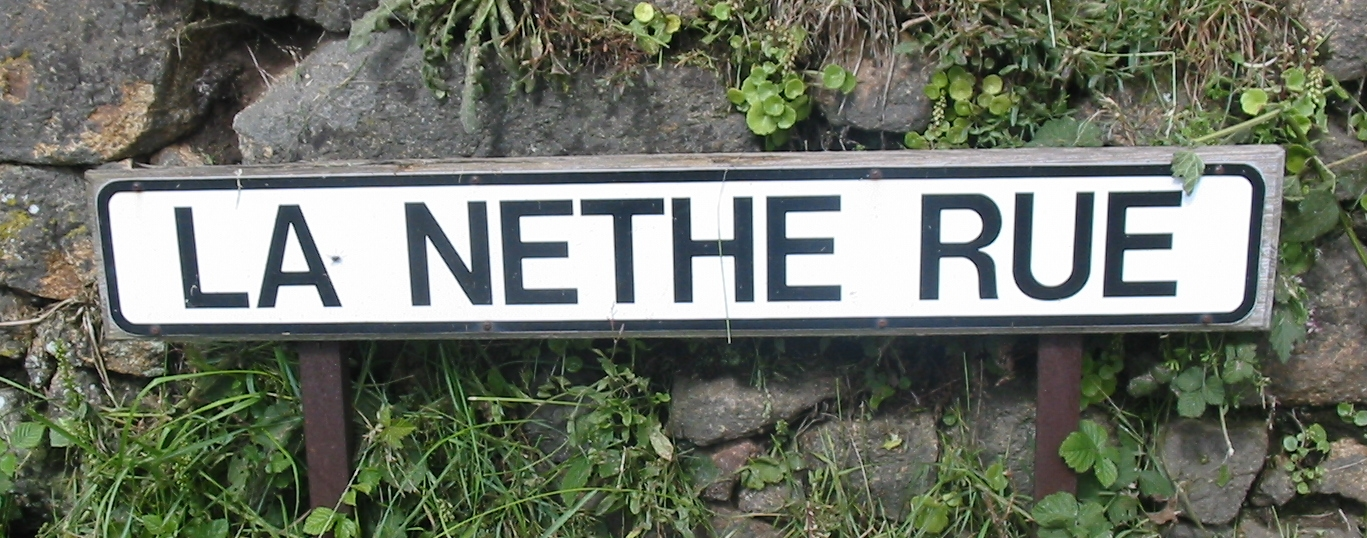
Strada chiamata La Néthe Rue (la strada nera)
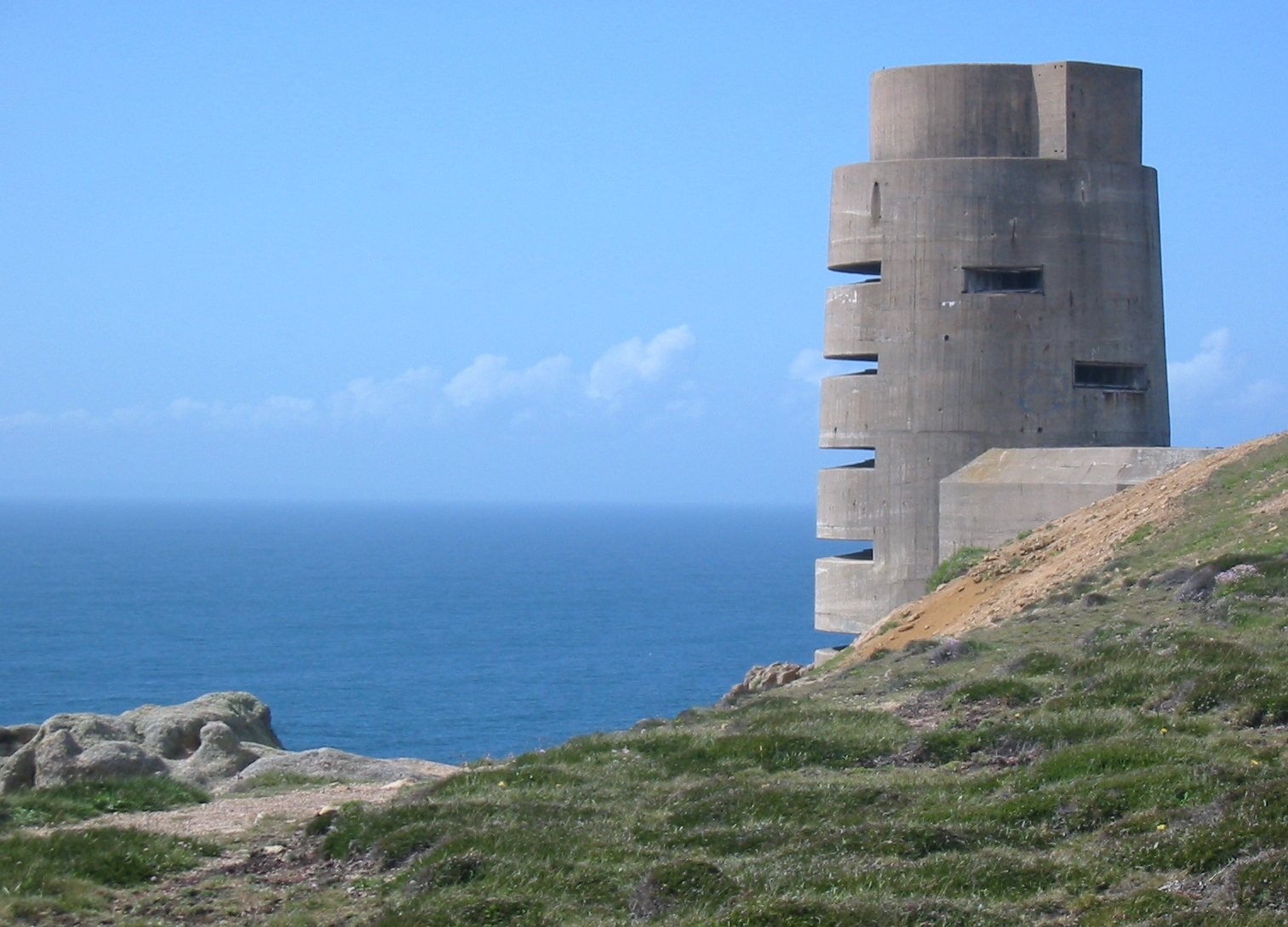
Torre di osservazione risalente all'occupazione tedesca della seconda guerra mondiale
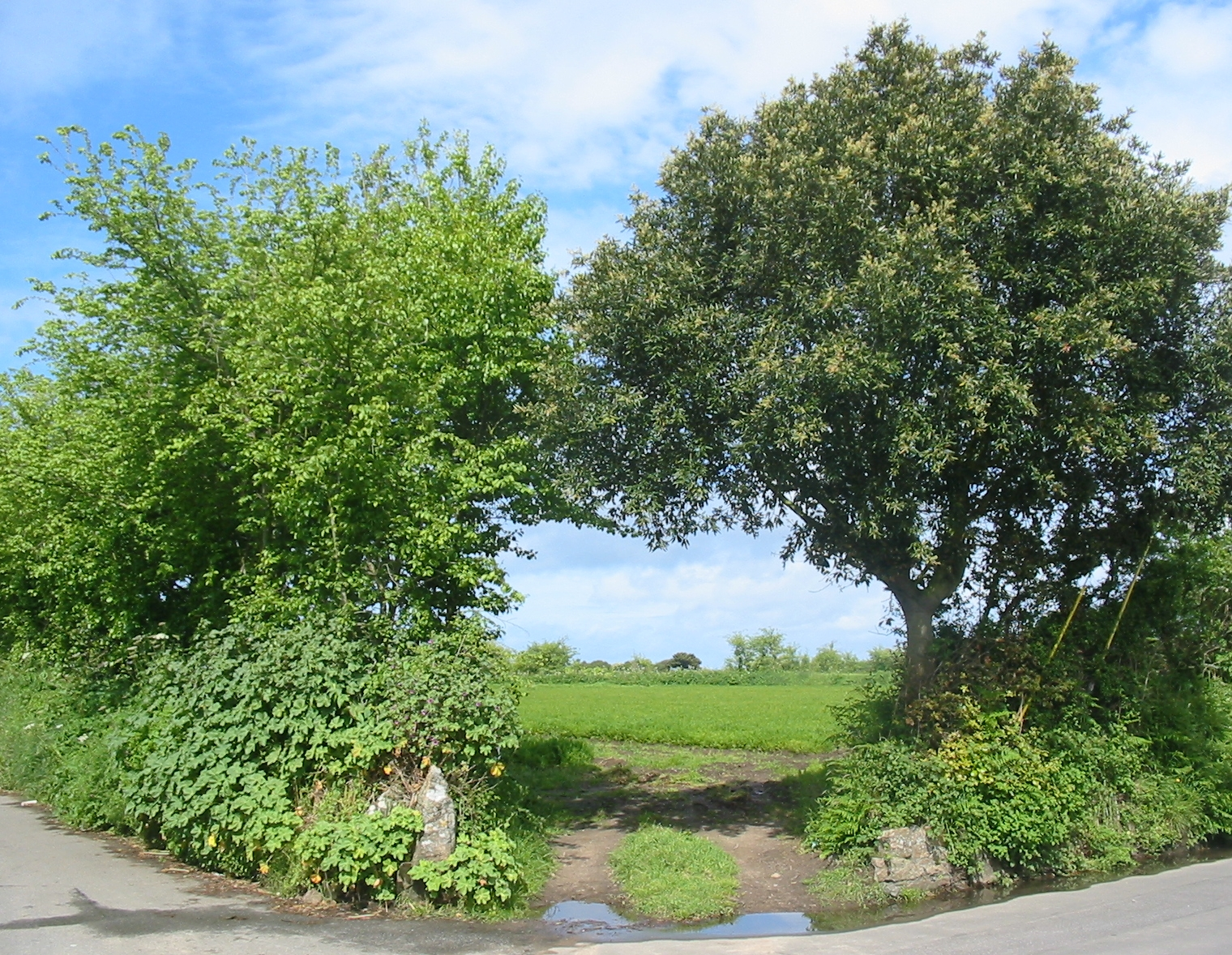
L'ingresso a St. Ouen attraverso un campo
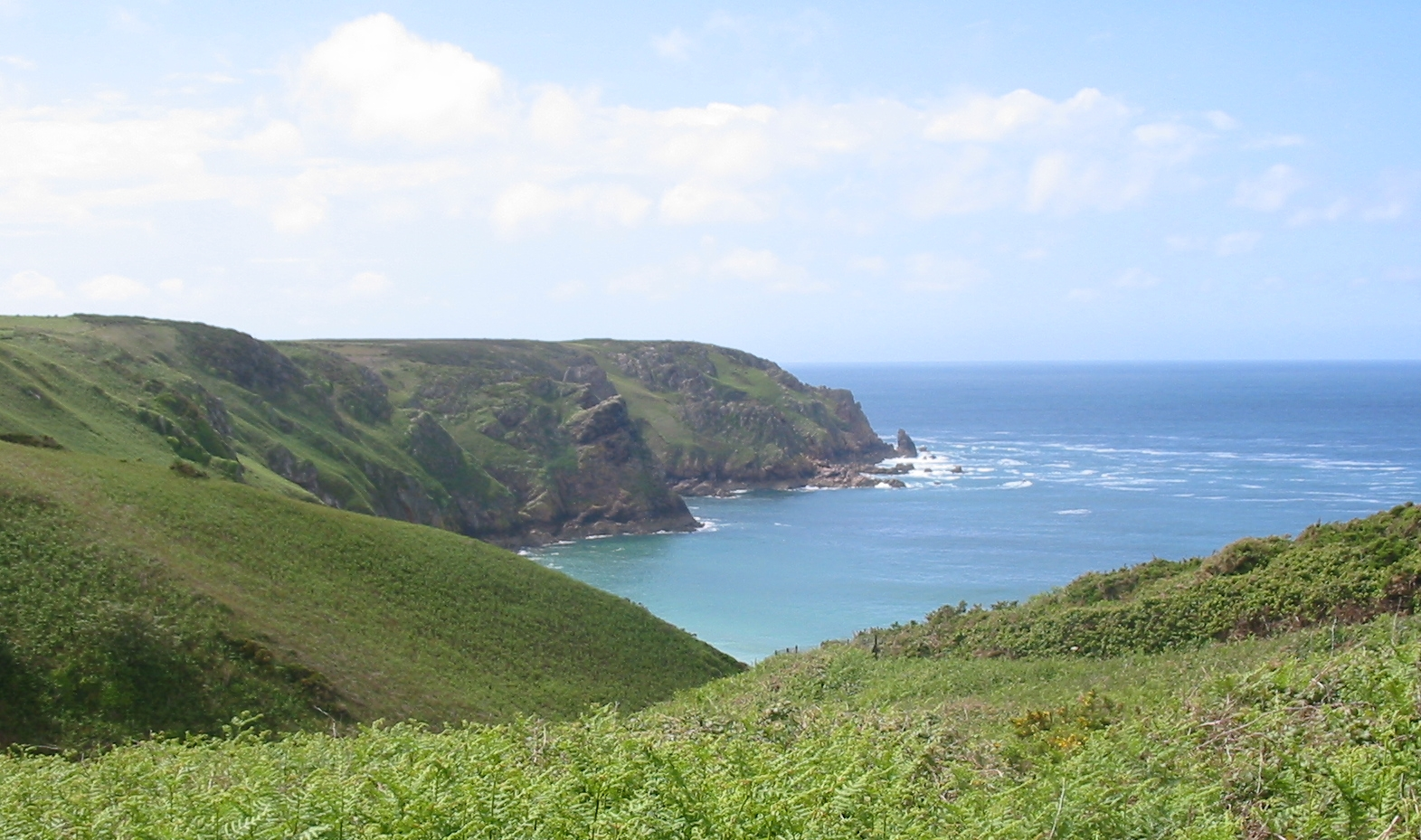
Scogliere presso il sito di Plémont
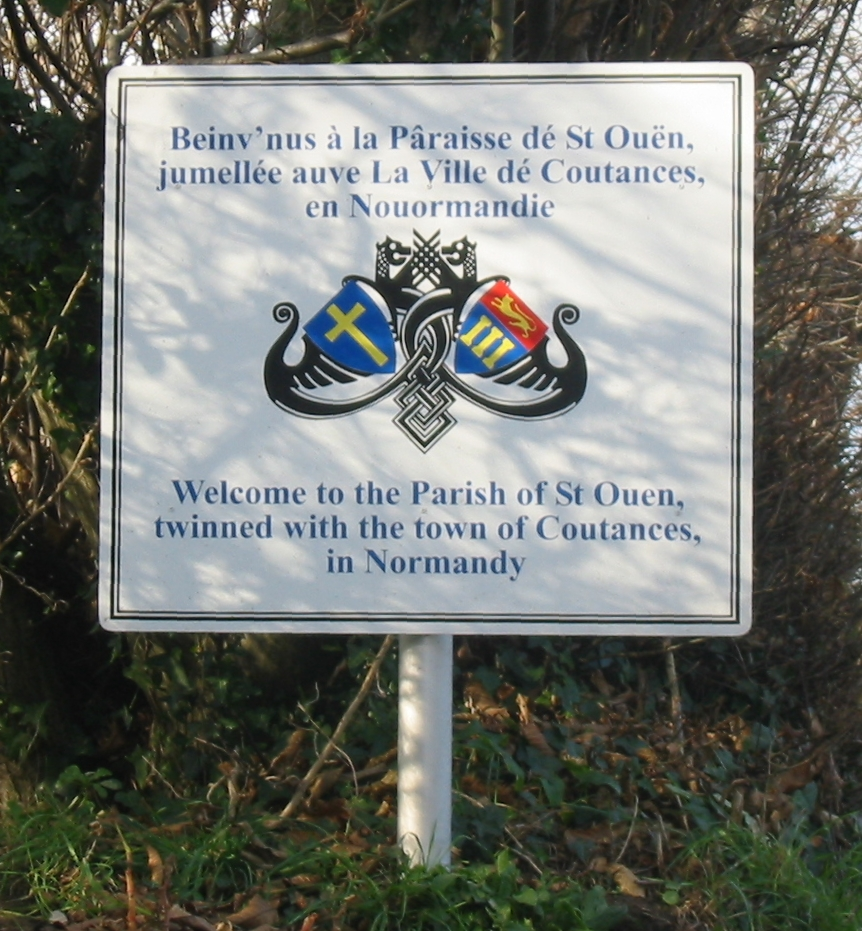
Cartelli bilingui
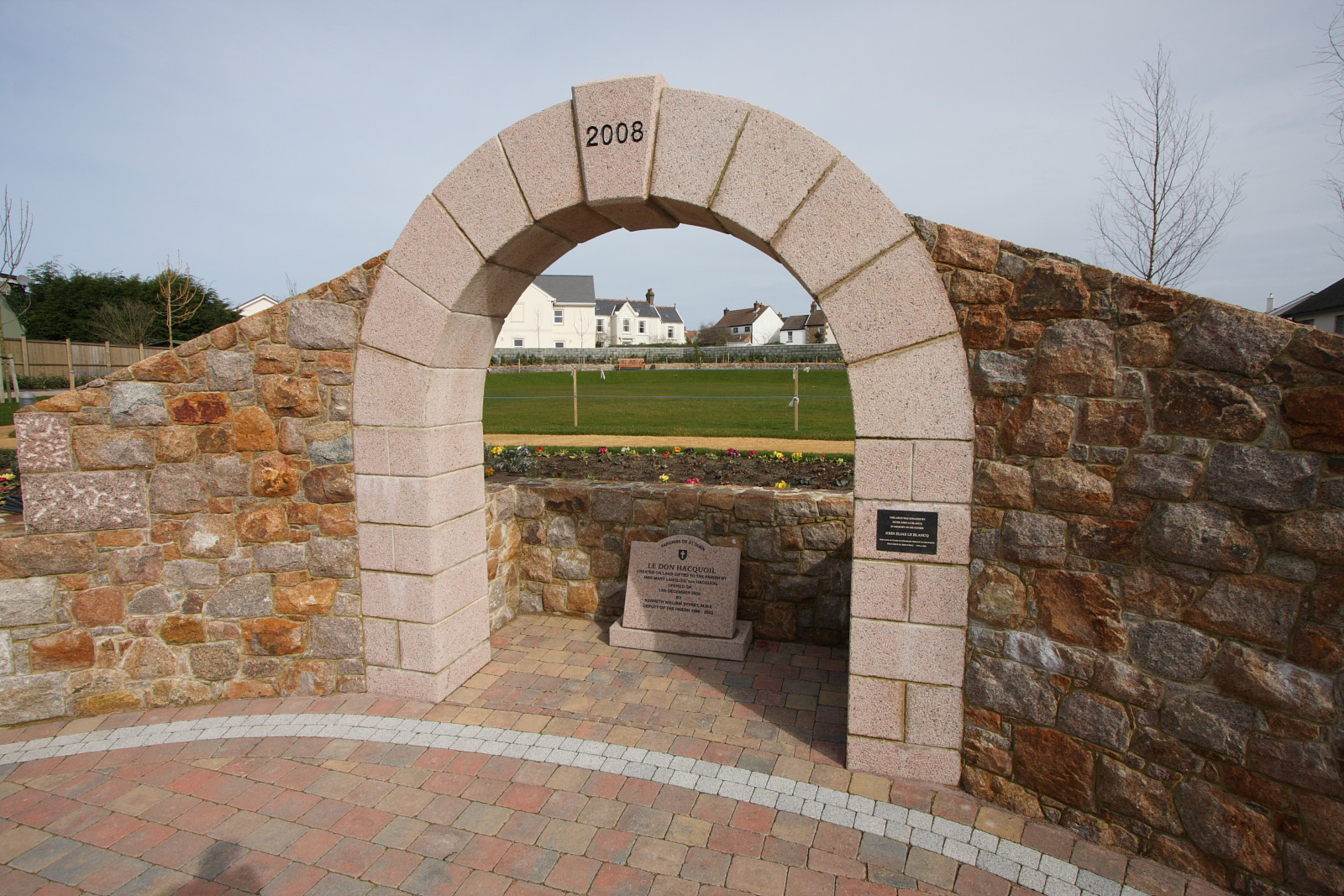
Le Don Hacquoil